# 5273 Peilisheng
5273 Peilisheng este un asteroid din centura principală, descoperit pe 16 februarie 1982, de Observatorul Zijinshan.